# William Short (zapaśnik)
William Short – amerykański zapaśnik w stylu wolnym. Srebro na mistrzostwach panamerykańskich w 1993.